# Huiwen
Huiwen (慧文; VI w.) – chiński buddysta, uważany za prekursora szkoły tiantai.

## Życiorys
O jego życiu i jego naukach niewiele dziś wiadomo. Pochodził z rodziny Gao (高) z rejonu Bohai w prowincji Szantung. Wspominany jest w dwu tekstach: wstępie Guandinga do Mohe zhiguan autorstwa Zhiyi oraz w Fozu tongji – trzynastowiecznej biograficznej pracy szkoły tiantai. Pierwszy tekst opisuje go jako niezrównanego mistrza medytacji w rejonie rzek Żółtej i Huai podczas panowania cesarza Wen Xuan Di (文宣帝) (550-559 (Gao Yang 高洋) z dynastii Północnej Qi, który w swoim rozumowaniu polegał na tekście Dazhi du lun Nagardżuny (skt Nāgārjuna).
Z drugiego tekstu wynika, iż szybko zaakceptował nauki Doskonałego Pojazdu (mahajany?) i spontanicznie sam z siebie osiągnął oświecenie. Swoje głębokie zrozumienie Dharmy osiągnął czytając słynny komentarz Nagardżuny do tzw. długiego rozdziału (chin. Dazhi du lun) Sutry Mahapradżniaparamity, a następnie jego Mādhyamika śastra, gdy przeczytał następującą gāthę:
Wszystkie przyczynowo stworzone rzeczy (skr. yaḥ pratītyasamutpādaḥ)
Nazywam pustką; (skr. śūnyatāṃ tāṃ pracakṣmahe)
Są one tylko fałszywymi nazwami (skr. sā prajñaptirupādāya)
I to jest znaczenie środkowej drogi (skr. pratipad saiva madyamā).
Jest uważany za pierwszego patriarchę szkoły tiantai (lub drugiego po Nagardżunie). Jego uczniem był Nanyue Huisi, który swoją wiedzę przekazał mistrzowi Zhiyi.